# Macromitrium laevigatum
Macromitrium laevigatum är en bladmossart som beskrevs av Thériot 1910. Macromitrium laevigatum ingår i släktet Macromitrium och familjen Orthotrichaceae. Inga underarter finns listade i Catalogue of Life.